# Gürcan Aday
Gürcan Aday (* 12. August 1958 in Çatalca, Istanbul) ist ein ehemaliger türkischer Fußballspieler.

## Sportliche Karriere
Gürcan Aday begann seine Karriere im Jahr 1977 bei Galatasaray Istanbul. In seiner ersten Saison für die Gelb-Roten kam der Mittelfeldspieler zu 29 Ligaspielen. 1979 gewann er mit Galatasaray den Başbakanlık Kupası. Aday spielte für Galatasaray bis zum Ende der Saison 1980/81 in 80 Erstligaspielen und erzielte dabei vier Tore.
Zur Saison 1981/82 wechselte der Mittelfeldspieler zu Adana Demirspor. Dort stieg er in der Saison 1983/84 in die 2. Liga ab. Der Aufstieg zurück in die 1. Lig folgte in der Saison 1986/87. Aday spielte bis zur Saison 1989/90 für Adana Demirspor. Im Sommer 1989 ging er zu Gençlerbirliği Ankara. Im Dezember 1990 wurde Gürcan Aday an Adana Demirspor verliehen und beendete im darauffolgenden Sommer seine Karriere.

## Erfolge
Galatasaray Istanbul
- Başbakanlık Kupası: 1979

Adana Demirspor
- Türkischer Zweitligameister: 1987, 1991